# Kamychenka
Kamychenka (Камышенка) est un village du nord du Kazakhstan situé dans le district d'Akmola. C'est le siège administratif de l'arrondissement rural de Kamychenka. Il se trouve à 38 km au sud-est d'Astrakhanka. Il comprenait 908 habitants en 2009.

## Histoire
Ce village a été fondé en 1936 pour héberger des détenus victimes de la répression stalinienne et issus pour la plupart de la minorité polonaise d'Ukraine. Il s'appelait alors « village de travail n°11 ». Il était tourné vers l'agriculture, dont il vit toujours aujourd'hui : cultures céréalières, production laitière, production de viande bovine, et culture de légumes.
En 1991, le village a fait bâtir une église catholique, qui est devenue église paroissiale sous le nom de Notre-Dame-de-Czestochowa et qui dépend de l'archidiocèse d'Astana. Elle se trouve au 41 rue Sovietskaïa.